# Янг, Лестер
Лестер Янг (англ. Lester Young, настоящее имя — Lester Willis Young, 27 августа 1909, Вудвилл, Миссисипи, США — 15 марта 1959, Нью-Йорк, США) — американский тенор-саксофонист и кларнетист, один из крупнейших музыкантов эпохи свинга. Получив известность в составе биг-бэнда Каунта Бэйси, он запомнился, как влиятельный музыкант, использующий мягкую атаку, «прохладную» манеру игры и замысловатые гармонии. Виртуозные импровизации Янга выделялись плавной фразировкой, предвосхитив более поздние джазовые стили — такие, как бибоп и кул-джаз. Тромбонист Майк Зверин назвал его «Моцартом джаза».

## Ранние годы
Лестер Янг вырос в музыкальной семье. Отец, Уиллис Хэнди Янг, был преподавателем; брат, Ли Янг — барабанщиком, и ещё несколько родственников будущей легенды джаза профессионально занимались музыкой. Когда Лестер был ребёнком, его семья переехала в Новый Орлеан, а позже — в Миннеаполис. Отец учил его играть (разумеется, помимо саксофона) на трубе, скрипке и ударных. Лестер играл в семейном оркестре, но вышел из него в 1927 году, отказавшись гастролировать по южным штатам, где действовали законы Джима Кроу.

## С оркестром Каунта Бэйси
В 1933 году Янг поселился в Канзас-Сити. После кратковременного участия в различных группах он вошёл в состав оркестра Каунта Бэйси, игравшего в «расслабленном» стиле, резко контрастировавшем с агрессивной манерой Коулмена Хокинса, ведущего тенор-саксофониста тех лет. Янг покинул Бэйси и заменил Хокинса в оркестре Флетчера Хендерсона, но ушёл и оттуда, чтобы избежать необходимости играть в стиле Хокинса. Вскоре он вошёл в состав биг-бэнда Энди Кирка, но через полгода вернулся к Каунту Бэйси.
В 1938 году Янг принял участие в записи The Kansas City Sessions для Commodore Records, где, помимо него, отметились Бак Клейтон, Дикки Уэллс, Каунт Бэйси, Фредди Грин, Родни Ричардсон и Джо Джонс. На этой записи Янг играет как на тенор-саксофоне, так и на кларнете. Он был мастером кларнета и также имел собственный стиль игры на этом инструменте. Янга можно услышать качестве кларнетиста и на других записях 1938-39 гг. — с Каунтом Бэйси, Билли Холидэй и органистом Гленном Хардмэном. В 1939 году его кларнет был украден, и музыкант избегал этого инструмента вплоть до 1957 года, когда Норман Гранц вручил ему кларнет и уговорил сыграть.

## Покидая Бэйси
Янг ушёл из оркестра Бэйси в конце 1940 года. Ходили слухи о его суеверном отказе от выступления в пятницу, 13 декабря, что ускорило его уход. Впрочем, эти слухи не были подтверждены. Как бы то ни было, впоследствии Янг возглавлял несколько небольших групп, в состав которых зачастую входил его брат. В течение пары лет музыкант сделал немало значительных записей. В частности, он аккомпанировал Билли Холидэй в 1940 и 1941, а также впервые начал сотрудничество с Нэтом «Кингом» Коулом в июне 1942 года. Нужно заметить, что его студийные записи в период с 1942 по 1943 довольно редки. Это было связано, в основном, с забастовкой Американской Федерации Музыкантов, которая, в свою очередь, была спровоцирована войной.
В декабре 1943 года Лестер вернулся под крыло Каунта Бэйси. Через 10 месяцев новый период их совместной деятельности был прерван призывом Янга в армию США. Записи этого и последующего периодов показывают, что Янг начинал более активно использовать пластиковый язычок, что придавало звуку более «тяжёлый» оттенок (хотя он оставался по-прежнему довольно мягким, по сравнению с манерой других исполнителей). Конечно, музыкант никогда не отказывался от деревянного язычка, но и пластиковому эквиваленту он уделял существенное внимание с 1943 года до конца жизни. Другой причиной перемен в звучании была смена саксофонного мундштука с металлического «Otto Link» на эбонитовый «Brilhart». В августе 1944 года Лестер, вместе с барабанщиком Джо Джонсом, трубачом Гарри «Sweets» Эдисоном и тенор-саксофонистом Джеккетом Иллинойсом появился в короткометражном фильме «Jammin' The Blues» режиссёра Gjon Mili.

## Призыв в армию
В сентябре 1944 года Лестер Янг и Джо Джонс были в Лос-Анджелесе вместе с оркестром Каунта Бэйси, когда они были призваны в армию США. В отличие от многих белых музыкантов, в армии попавших в оркестры, в том числе возглавляемые Гленном Миллером и Арти Шоу, Янг был определён в состав регулярной армии, где ему не позволялось играть на саксофоне. Лестер находился в МакКлелланде, Алабама, когда среди его пристрастий обнаружились марихуана и алкоголь. Кроме того, армейские чины узнали, что он был женат на белой женщине — это усугубило дело из-за расистских предрассудков. Вскоре его судили военным судом. Янг не смог оспорить обвинения и был осуждён. Он провёл год в бараках для заключённых, и был освобождён в конце 1945 года. Впечатления того времени нашли отражение в композиции «D.B. Blues» (D.B. — detention barracks).
Некоторые джазовые историки утверждают, что исполнительская мощь Янга пошла на спад вследствие душевной травмы, полученной в армии. Но другие критики (как, например, Скотт Янау) отрицают это утверждение. Записи показывают, что его стиль начал меняться ещё до тех событий. Существует также мнение, что послевоенный период творчества Янга отмечен особой эмоциональностью. Действительно, именно тогда Янг написал многие прекрасные баллады.

## Послевоенные записи

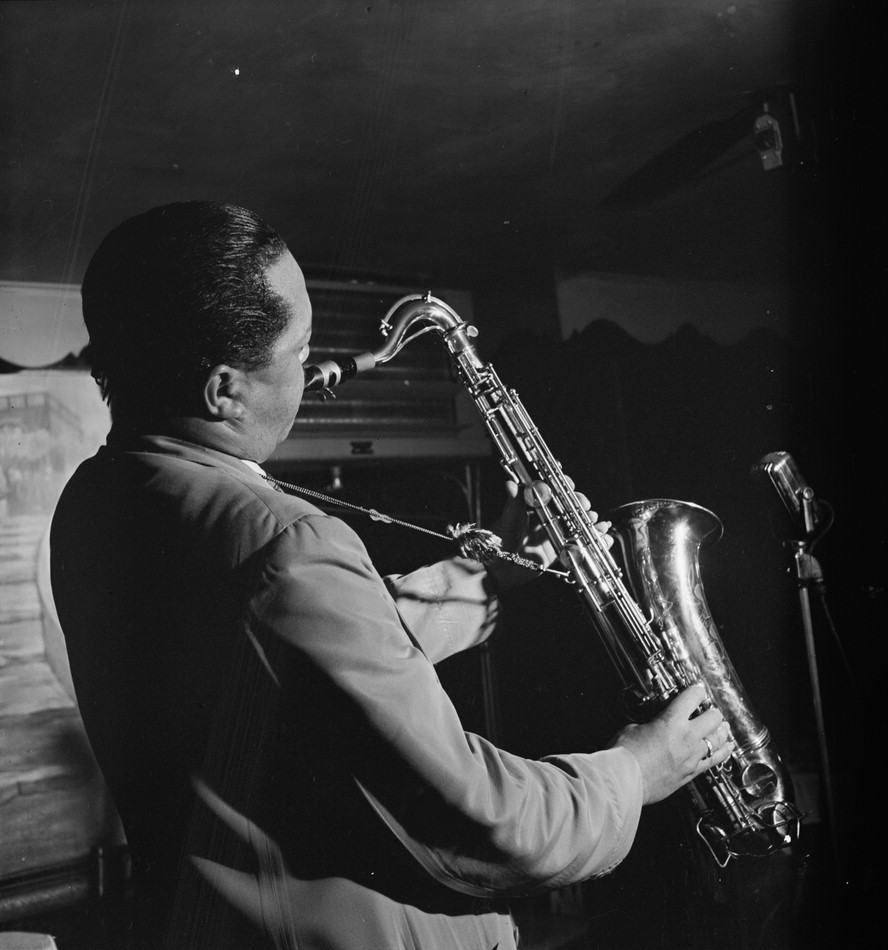
Нью-Йорк, 1946 год

Как бы ни менялся стиль Янга, его послевоенная карьера стала более плодотворной и прибыльной. В 1946 году Лестер присоединился к Jazz at the Philharmonic (JATP) Нормана Гранца. В последующие 12 лет он регулярно гастролировал с ними и принял участие в значительном количестве записей, изданных на Verve Records. Кроме того, увидели свет записи трио с Нэтом Коулом. Также Лестер появился на записях для Alladin Records и Savoy Records, где в качестве пианиста принимал участие Каунт Бэйси.
Качество игры Янга во второй половине 40-х — начале 50-х обсуждали многие, но несомненно одно: в этот период он дал несколько потрясающих концертов. К ним относятся безусловно, выступления в составе JATP в 1946, 1949, 1950 годах. Соло Лестера в «Lester Leaps In», исполненное в 1949 году на концерте JATP в Карнеги-Холл остаётся одним из лучших соло в истории джаза. В тот день с JATP делили сцену Чарли Паркер и Рой Элдридж.

## Борьба и возрождение
Исполнительский уровень Янга стремительно пошёл на спад, начиная с 1951 года, что было связано с возрастающим злоупотреблением алкоголем. Его игра всё больше опиралась на небольшой набор клише, теряла изобретательность и оригинальность, несмотря на заявления музыканта, что он не хочет быть «карандашом для копирования» («repeater pencil» — Янг описывал этой фразой принцип повтора чужих идей прошлого). Сравнение студийных записей 1952 года — например, сессий с Оскаром Питерсоном — и вещей 1952—1953 годов показывают ухудшающееся использование возможностей инструмента и потерю чувства времени, вероятно из-за моральных и физических факторов одновременно. Игра и здоровье Янга дошли до нижней точки к декабрю 1955 года, когда он был госпитализирован после нервного срыва.
После лечения Янг существенно восстановил силы, что очевидно на записях января 1956 года с пианистом Тедди Уилсоном, в 30-е годы сотрудничавшим с Билли Холидэй. Ещё одним успехом стал «Jazz Giants '56» с Роем Элдриджем, тромбонистом Виком Диккенсоном и другими музыкантами эпохи свинга. Кроме того, Лестер Янг отправился в тур по Европе совместно с Майлзом Дэвисом и Modern Jazz Quartet, после чего выступил в Вашингтоне на Olivia’s Patio Lounge.
В течение 40-х и 50-х Янг периодически появлялся в составе оркестра Каунта Бэйси. Одним из наиболее значительных совместных концертов стало выступление на джазовом фестивале в Ньюпорте со многими старыми знакомыми Янга — Джо Джонсом, Роем Элдриджем, Иллинойсом Джеккетом и Джимми Рашингом. Игра Лестера была на более высоком уровне, чем обычно в те годы, один раз он даже воспроизвёл свой мягкий стиль 30-х годов. Среди исполненных композиций была «Polkadots and Moonbeams», любимая вещь Янга на тот момент.

## Последние годы
8 декабря 1957 года Лестер Янг, Билли Холидэй, Коулмен Хокинс, Бен Уэбстер, Рой Олдридж и Джерри Маллиган появились на канале CBS в шоу The Sound of Jazz, исполнив песни Холидэй «Lady Sings The Blues» и «Fine and Mellow». Это было воссоединение Янга с Холидэй, чья карьера также подходила к концу. Их контакт прерывался на годы. Соло Янга было блестящим, но сам он выглядел серьёзно больным. Он был единственным, кто сидел во время выступления, встав лишь для того, чтобы исполнить соло. Вредные привычки окончательно разрушали его организм. Янг мало ел, употреблял всё больше алкоголя, страдал от болезни печени и недостаточного питания. В последние два года физическое состояние музыканта ухудшилось настолько, что на записях того времени заметны неуверенно взятые ноты, укороченные фразы и, в редких случаях, общее затруднённое звукоизвлечение.
Лестер Янг в последний раз принял участие в записях и концертах в Париже, в марте 1959 года, в конце сокращённого европейского турне с барабанщиком Кенни Кларком. На гастролях Янг ничего не ел и спивался до предела. Рано утром 15 марта 1959 года, через несколько часов после прибытия в Нью-Йорк, Лестер Янг скончался в возрасте 49 лет. Великий музыкант был похоронен в Бруклине на Cemetery of the Evergreens. По словам известного джазового критика Леонарда Физера, ехавшего на похороны в такси с Билли Холидэй, по дороге певица сказала ему: «Я уйду следующей». 44-летняя Холидэй умерла через несколько месяцев.

## Дискография
- The Complete Lester Young Studio Sessions on Verve — набор из 8 CD-дисков (включает 2 интервью Янга, единственные существующие)
- Count Basie The Complete Decca Recordings (1937-39)
- The Kansas City Sessions (1938 and 1944) (Commodore Records)
- The Complete Aladdin Recordings (1942-7) запись 1942 с Нэтом «Кингом» Коулом и послевоенные записи
- The Lester Young Trio (1946) — снова с Коулом, а также с Бадди Ричем (Verve Records)
- The Complete Savoy Recordings (1944-50)
- One Night Stand — The Town Hall Concert 1947 — живая запись
- Lester Young with the Oscar Peterson Trio (1952) (Verve Records)
- Pres and Teddy (1956) (Verve Records)
- The Jazz Giants '56 (1956)
- Lester Young in Washington, D.C., 1956 (5 частей), совместно с Bill Potts Trio.
- Count Basie — At Newport (1957)